# داريوس كامبا
داريوس كامبا (16 يناير 1977 في بولندا - ) هو لاعب كرة قدم ألماني وبولندي في مركز حراسة المرمى. شارك مع منتخب ألمانيا تحت 21 سنة لكرة القدم ومنتخب ألمانيا الأولمبي لكرة القدم. أما مع النوادي، فقد لعب مع بوروسيا مونشنغلادباخ وزالايغيرزيغي تورنا إغيليت وشتورم غراتس ونادي آوغسبورغ ونادي نورنبرغ ونادي أونترهاخينغ.

## روابط خارجية
- داريوس كامبا على موقع قاعدة بيانات كرة القدم.إي يو (الإنجليزية)
- داريوس كامبا على موقع بيانات كرة القدم. دي إي (الألمانية)
- داريوس كامبا على موقع عالم كرة القدم.نت (الإنجليزية)